# Episodi di Penna di Falco, capo cheyenne
La prima e unica stagione della serie televisiva Penna di Falco, capo cheyenne è andata in onda negli Stati Uniti dal 28 settembre 1955 al 21 marzo 1956 sulla CBS.
| nº | Titolo originale            | Prima TV USA      | Titolo italiano      | Prima TV Italia |
| -- | --------------------------- | ----------------- | -------------------- | --------------- |
| 1  | Blood Brother               | 28 settembre 1955 |                      |                 |
| 2  | Cry of the Heron            | 5 ottobre 1955    |                      |                 |
| 3  | The Treachery of At-Ta-Tu   | 12 ottobre 1955   |                      |                 |
| 4  | Gold of Haunted Mountain    | 19 ottobre 1955   |                      |                 |
| 5  | Search for the Sun          | 26 ottobre 1955   |                      |                 |
| 6  | Moonfire                    | 2 novembre 1955   |                      |                 |
| 7  | Mask of Manitou             | 9 novembre 1955   |                      |                 |
| 8  | The Flight                  | 16 novembre 1955  |                      |                 |
| 9  | Code of a Chief             | 23 novembre 1955  | La legge del capo    | 03/03/1961      |
| 10 | Face of Fear                | 30 novembre 1955  |                      |                 |
| 11 | Voice of the Serpent        | 7 dicembre 1955   |                      |                 |
| 12 | Shield of Honor             | 14 dicembre 1955  |                      |                 |
| 13 | The Challenge               | 21 dicembre 1955  |                      |                 |
| 14 | Medicine Drums              | 28 dicembre 1955  |                      |                 |
| 15 | The Spirit of Hidden Valley | 4 gennaio 1956    |                      |                 |
| 16 | Papoose                     | 11 gennaio 1956   |                      |                 |
| 17 | The Storm Fool              | 18 gennaio 1956   |                      |                 |
| 18 | The Gentle Warrior          | 25 gennaio 1956   | Il guerriero gentile | 14/10/1960      |
| 19 | The Strange Animal          | 1º febbraio 1956  |                      |                 |
| 20 | White Medicine Man          | 8 febbraio 1956   |                      |                 |
| 21 | Death Trap                  | 15 febbraio 1956  |                      |                 |
| 22 | War Paint                   | 22 febbraio 1956  |                      |                 |
| 23 | Valley of Decision          | 29 febbraio 1956  |                      |                 |
| 24 | Witch Bear                  | 7 marzo 1956      |                      |                 |
| 25 | Trouble at Medicine Creek   | 14 marzo 1956     |                      |                 |
| 26 | Ambush at Arrow Pass        | 21 marzo 1956     |                      |                 |

## Blood Brother
- Prima televisiva: 28 settembre 1955

### Trama
- Guest star: Rick Vallin (Black Raven), Richard Crane, Allen Wells, Gil Frye, Edmund Hashim, Dean Cromer, Steve Raines, Keith Richards, Wally West

## Cry of the Heron
- Prima televisiva: 5 ottobre 1955

### Trama
- Guest star:

## The Treachery of At-Ta-Tu
- Prima televisiva: 12 ottobre 1955

### Trama
- Guest star: Bert Wheeler (Smokey), Dehl Berti (At-Ta-Tu), Arthur Cassell, Anthony George

## Gold of Haunted Mountain
- Prima televisiva: 19 ottobre 1955

### Trama
- Guest star: William Fawcett (Chris Wilkins), Terry Frost (Driscoll), Steve Pendleton (Baumer), Robert Swan (Cavalry Officer), Sun Bear (Indian Tracker)

## Search for the Sun
- Prima televisiva: 26 ottobre 1955

### Trama
- Guest star: Stanley Adams, Joe Bassett, Ben Frommer, Henry Rowland, Robert Swan, Dorothea Wolbert

## Moonfire
- Prima televisiva: 2 novembre 1955

### Trama
- Guest star: Anthony Numkena (Keena), Bert Wheeler (Smokey), Cynthia Chenault, Pierre Watkin, Dean Cromer, Sun Bear, Bill Catching, Steve Raines, Wally West

## Mask of Manitou
- Prima televisiva: 9 novembre 1955

### Trama
- Guest star: Bill Catching, Edmund Hashim, Steve Raines

## The Flight
- Prima televisiva: 16 novembre 1955

### Trama
- Guest star: Richard Avonde, John Damler, Pat O'Hara, Steve Raines, Gloria Winters

## Code of a Chief
- Prima televisiva: 23 novembre 1955

### Trama
- Guest star: Wayne Mallory (Mitchell)

## Face of Fear
- Prima televisiva: 30 novembre 1955

### Trama
- Guest star:

## Voice of the Serpent
- Prima televisiva: 7 dicembre 1955

### Trama
- Guest star: Ann Doran (Whispering Grass), Rick Vallin (Chief Iron Shield), Anthony George (Night Wind), Eugenia Paul (Little Fawn), Ronald Alan Numkena (Rain Drop), Bill Catching (Longarm), Steve Raines (colonnello Winters)

## Shield of Honor
- Prima televisiva: 14 dicembre 1955

### Trama
- Guest star: Frank Richards (Iron Hand), Lee Van Cleef (Great Bear)

## The Challenge
- Prima televisiva: 21 dicembre 1955

### Trama
- Guest star: Anthony Numkena (Keena), Bert Wheeler (Smokey), Richard Crane, Rick Vallin (Black Raven), Alan Wells, Jerry Eskow, Gil Frye, Edmund Hashim

## Medicine Drums
- Prima televisiva: 28 dicembre 1955

### Trama
- Guest star: William Henry, Rick Vallin

## The Spirit of Hidden Valley
- Prima televisiva: 4 gennaio 1956

### Trama
- Guest star: Brett Halsey (Swift Otter), Allan Nixon (Thunder Cloud), Cliff Carnell (Apache Warrior), Steve Raines (Running Bear), Wally West (Indian)

## Papoose
- Prima televisiva: 11 gennaio 1956

### Trama
- Guest star: William Henry (Lance), Rick Vallin (Gibson), Ann Staunton (Kate), Pat O'Hara (Calvin), Steve Raines (Cavalry Lieutenant), Joey Scott (Joey / Little White Hawk), Wally West (Wagon Train Man)

## The Storm Fool
- Prima televisiva: 18 gennaio 1956

### Trama
- Guest star: Jonathan Hale, Frances Karath, Pat O'Hara, Maria Palmer, Benny Rubin

## The Gentle Warrior
- Prima televisiva: 25 gennaio 1956

### Trama
- Guest star: Richard Avonde, Brett Halsey, Edmund Hashim

## The Strange Animal
- Prima televisiva: 1º febbraio 1956

### Trama
- Guest star: Bill Catching, George Eldredge, Peter Mamakos, Steve Raines, Fred Sherman, Wally West

## White Medicine Man
- Prima televisiva: 8 febbraio 1956

### Trama
- Guest star: George Eldredge, Peter Mamakos, Harry Tyler

## Death Trap
- Prima televisiva: 15 febbraio 1956

### Trama
- Guest star: Dennis Moore (sergente), Pierre Watkin (colonnello Bond)

## War Paint
- Prima televisiva: 22 febbraio 1956

### Trama
- Guest star: Anthony Numkena (Keena), Bert Wheeler (Smokey), Peter Mamakos (Wolf Head), Bill Hale, Steve Raines, Wally West

## Valley of Decision
- Prima televisiva: 29 febbraio 1956

### Trama
- Guest star:

## Witch Bear
- Prima televisiva: 7 marzo 1956

### Trama
- Guest star: Anthony Numkena (Keena), Rosa Rey (Squaw), Anthony George (Red Wing)

## Trouble at Medicine Creek
- Prima televisiva: 14 marzo 1956

### Trama
- Guest star: Edmund Hashim, Peter Mamakos

## Ambush at Arrow Pass
- Prima televisiva: 21 marzo 1956

### Trama
- Guest star: